# David Odiete
Pas d'image ? Cliquez ici

a Compétitions nationales et continentales officielles uniquement.

b Matchs officiels uniquement.
Dernière mise à jour le 12 juillet 2022.
David Michael Odiete (né le 24 février 1993 à Reggio d'Émilie en Italie) est un joueur international italien de rugby à XV évoluant au poste d'arrière ou d'ailier.

## Carrière

### En club
- 2011 : F.I.R. Academy
- 2012-2015 : Zebre
- 2015-2016 : Mogliano
- 2016-2017 : Trévise
- 2017- : Rugby Rovigo

### En équipe nationale
Il a honoré sa première cape internationale en équipe d'Italie le 6 février 2016 par une défaite 23-21 contre la France.
- 7 sélections en équipe d'Italie depuis 2016
- 5 points (1 essai)
- Sélections par années: 7 en 2016
- Tournoi des Six Nations disputés: 2016